# District de Selangau
Le district de Selangau (malais : Daerah Selangau) est un district administratif de l'État malaisien du Sarawak, qui fait partie de la Division de Sibu. La capitale du district est dans la ville de Selangau.

### Liens connexes
- Districts de Malaisie